# 379 aC
El 379 aC va ser un any del calendari romà prejulià. En aquell temps, era conegut com a any del tribunat de Capitolí, Vulsó, Jul, Sextili, Albini, Antisti, Treboni i Erenuci (o, més rarament, any 375 ab urbe condita o de la fundació de la ciutat). L'ús del nom «379 aC» per referir-se a aquest any es remunta a l'alta edat mitjana, quan el sistema Anno Domini va ser el mètode de numeració dels anys més comú a Europa.

## Esdeveniments

### Antiga Grècia
- Leontiades, un polític del partit aristocràtic de Tebes s'havia apoderat del poder amb ajuda d'Esparta. Mentrestant els exiliats demòcrates Cefisòdor, Meneclides, Damòclides i Fil·lides dirigits per Pelòpides, van preparar un cop i es van presentar a la casa de Leontiades mentre Mel·ló i altres ho feien a la casa d'Àrquias, el tirà imposat per Esparta. Pelòpides i els seus van entrar amb dificultat i Leontiades va aconseguir matar a Cefisòdor, el primer en entrar, però després d'una obstinada lluita va morir a mans de Pelòpides.[2]
- Pelòpides i Caró, un tebà que s'havia arriscat acollint a casa seva als exiliats abans de la mort de Leontiades, són nomenats beotarques.[3]
- Polibiades, general espartà, dirigeix l'exèrcit després de la mort per unes febres del rei Agesípolis I, i ocupa la ciutat d'Olint.[4][5]
- Cal·lístrat d'Afidnes, un orador i polític atenenc, va enviar una ambaixada a Tebes per alertar Leontiades d'un possible intent contra Cadmea per part dels exiliats sota el comandament de Pelòpides.[6]

### Antiga Roma
- Aquest any són elegits tribuns amb potestat consular: Publi Manli Capitolí, Gneu Manli Vulsó, Luci Juli Jul, Gai Sextili, Marc Albini, Luci Antisti i Publi Treboni. Segons Titus Livi aquell any hi va aver tres tribuns patricis i tres de plebeus.[7] Diodor de Sicília n'afegeix un altre a la llista, Gai Erenuci.[8]
- Luci Juli Jul es va quedar a Roma, i el comandament de la campanya contra els volscs es va encarregar, a través d'un procediment extraordinari, a Publi Manli Capitolí i a Gneu Manli Vulsó, dos comandants encara inexperts. La campanya no va acabar amb una derrota completa gràcies al valor dels soldats romans.[9]
- Túsculum, junt amb les ciutats de Gabínia i Labicum, va acusar Praeneste d'usurpació de terres i va demanar un veredicte de culpabilitat; però el Senat Romà va rebutjar les demandes de Túsculum i les altres ciutats, i va donar la raó a Praeneste. Això va fer canviar a Túsculum de bàndol.[10]
- La ciutat de Praeneste s'aixeca contra Roma.[11]